# Port-Jeanne-d'Arc
Port-Jeanne-d'Arc était l’unique station baleinière construite sur le territoire français, située sur l'île de Grande-Terre, dans l'archipel des Kerguelen, au nord-ouest des côtes de presqu'île Jeanne d'Arc au bord de la passe de Buenos Aires. Ce site de 6 hectares est depuis 2001 en cours de restauration pour préserver le patrimoine historique et industriel du lieu.

## Histoire
En 1906, les frères Bossière du Havre, fils du dernier armateur français à avoir pratiqué la pêche à la baleine, obtiennent du gouvernement français, la concession exclusive de l'archipel, pour 50 ans. Ils font construire alors en 1909 Port-Jeanne-d’Arc grâce au savoir-faire et aux capitaux de Norvégiens de la société Storm Bull établie au Cap, pour produire de l’huile de baleine, alors très utilisée dans l’éclairage. Les Norvégiens, au nombre de 300, réussirent à construire le port en seulement 3 mois. On estime aujourd'hui qu'il fallut 460 tonnes de bois de sapin et 2 500 tonnes d'acier pour l'édification du site. La production démarre en 1909, employant une centaine d'ouvriers et de cadres norvégiens, travaillant tout au long de l'année. L'éclatement de la Première Guerre mondiale en 1914 interrompt la production du port pendant plus de cinq ans. Celle-ci reprend en 1919 et est rachetée par l'entreprise Irwin & Johnson, du Cap, qui fait ainsi fonctionner l'usine jusqu'en 1926, date à laquelle la production est arrêtée à la suite de l'apparition des navires-usines, et des conséquences de la sur-chasse des éléphants de mer et des baleines. La station accueille quelques scientifiques tels Edgar Aubert de la Rüe, furtivement en 1929 et plus longuement en 1931. Elle est alors en parfait état à l’exception de l'usine. Aubert de la Rüe la décrit ainsi : « Entre les magasins, ateliers, locaux d'habitation et annexes diverses, il y avait bien en tout une dizaine de bâtiments, solidement construits en bois, couverts de tôle et peints en rouge foncé, avec des encadrements blancs aux fenêtres ». Cette même année, les services agricoles de Madagascar, en complète méconnaissance du climat du lieu, y expédient de nombreux arbres fruitiers : pêchers, abricotiers, amandiers, cerisiers, vigne, peupliers, chênes, cyprès... pour développer des cultures et boiser les pentes des montagnes... Évidemment, pas le moindre spécimen ne survécut.
La station comporte encore en 1932 plusieurs tombes dont les plus récentes datant de dix ans. Aubert de la Rüe y remarque la présence d'un Cafre et d'un Zoulou, rappelant l'emploi aux Kerguelen de manœuvres noirs sud-africains. A l'écart de la station demeure un calvaire établi en 1924 par le conservateur du muséum d'histoire naturelle du Havre, Étienne Peau, qui résida avec son jeune fils quelques mois à Port-Jeanne-d'Arc.
Le navire Bougainville s'y arrête en 1939 ainsi que le Wyatt-Earp qui y demeure quatre jours durant son périple pour emmener Lincoln Ellsworth en Antarctique. Le 10 mars 1941, le navire allemand Komet visite Port-Jeanne-d'Arc et le 15 février 1948, le Wyatt-Earp y revient après avoir déposé à l'île Heard la première mission scientifique permanente australienne. Le 13 février 1949, le Labuan y passe après avoir relevé la mission de l'île Heard.
En 1950-1951, Edgar Aubert de la Rüe s'y rend de nouveau. Il constate que l'appontement est fort délabré et que la station a beaucoup souffert des intempéries. Un grand magasin s'est effondré et l'usine est pratiquement détruite. Malgré tout, il faudrait peu de temps pour retaper les grands bâtiments d'habitation. Il ajoute : « Il me semblait que si l'on avait l'intention de fonder dans l'archipel une station administrative, doublée d'une base de recherches scientifiques, on pouvait difficilement trouver un endroit plus convenable et l'aménager à moindre frais, qu'en profitant de tout ce qui existait là ». Aubert de la Rüe estime aussi qu'en raison des inconvénients évidents de Port-aux-Français, c'est à Port-Jeanne-d'Arc qu'il faudrait installer les missions.
La station tombe ensuite progressivement en ruine, mais est de nos jours en cours de restauration pour être transformée en un écomusée.

### Restauration du site

#### Restauration
Au cours de l'été austral des années 2000 et 2001, une mission de recherche archéologique et de restauration du port a été créée dans le but de sauvegarder l'histoire du site. L'équipe, composée de six personnes (dont un charpentier, un ingénieur topographe et un menuisier) fut menée par Jean-François le Mouël, archéologue au CNRS. La restauration débuta en novembre 2000, par le nettoyage du terrain, jonché de nombreux bouts de ferrailles usées et autres déchets, qui furent mis dans de grosses caisses puis évacués par un hélicoptère, les transportant jusqu'au Marion Dufresne 2 (ce dernier effectuant également le ravitaillement en vivres de l'équipe et en matériaux nécessaires à la reconstruction du port).
Les objets mobiles (type machines, placards, jusqu'aux plus petites vis), se trouvant sur place furent numérotés et déplacés dans des lieux à l'abri. Ensuite, les bâtiments furent démontés, de sorte à ne laisser que leur ossature, qui vit également chacun de ses éléments numérotés et envoyés à la menuiserie de Port-aux-Français pour être restaurés. Le site mis au jour, les fouilles archéologiques purent commencer. Tous les objets trouvés furent tout d'abord nettoyés, numérotés et attribués d'une fiche descriptive, pour être ensuite envoyés en métropole pour restauration puis renvoyés au Port-Jeanne-d'Arc. Ce travail minutieux accompli, la reconstruction put commencer. Les bâtiments furent reconstruits à l'identique à l'aide en très grande partie (95 %) du bois d'origine réutilisé. Cependant, les tôles des toits durent être complètement changées.

#### Découvertes
Les fouilles effectuées permirent à la fois d'exhumer de nombreux objets, mais également de mieux comprendre aujourd'hui le fonctionnement du port. On sait désormais que l'usine qui fabriquait l'huile à partir des baleines, était dotée d'un petit train qui transportait à la fois le charbon dans le bâtiment et l'huile produite vers les bateaux, et que même une cordonnerie avait été construite dans le but de permettre aux travailleurs de vivre en autarcie.

## Accès
Port-Jeanne d'Arc est un site totalement isolé et n'est accessible que depuis la base de Port-aux-Français se trouvant à 4 heures de bateau.

## Filmographie
Murmures dans les rugissants, un documentaire de 52 minutes réalisé par Lauren Ransan raconte l'histoire de Port Jeanne d'Arc.